# Luis Pulido Ritter
Luis Pulido Ritter (7 de julio de 1961 en Ciudad de Panamá,  Panamá) es un académico, ensayista, novelista, periodista cultural y poeta panameño. Vive entre Berlín y Panamá. Es Profesor Extraordinario de la Universidad de Panamá, miembro del Sistema Nacional de Investigación (SNI), miembro correspondiente de la Academia Panamena de la Lengua  e investigador en el Instituto de Estudios Nacionales (IDEN) y sus temas giran en torno a la filosofía, la literatura, el arte y la historia cultural e intelectual de Panamá y el mundo del Atlántico. Ha sido galardonado tres veces con el  Premio Ricardo Miró, Ensayo, en la República de Panamá. Sus textos han aparecido en importantes antologías literarias y académicas en Europa, el Caribe, Estados Unidos y América Latina.

## Biografía
Nació el 7 de julio en la Ciudad de Panamá, en el hospital Gorgas,  pues su padre había sido empleado en la antigua Zona del Canal, territorio panameño administrado por los Estados Unidos hasta 1979. Su madre, Vilma Ritter, fue una académica y periodista destacada, catedrática en Ciencias Políticas en la Universidad de Panamá. Cursó sus estudios en la Escuela de Sociología de la Universidad de Panamá, siendo uno de sus primeros egresados en 1986, y poco después viaja a París y a Berlín,  donde  presenció la caída del muro en 1989. En 1994 termina su doctorado en Sociología con Los dioses del Caribe abandonan el museo, bajo la dirección de los profesores Volker Lühr y Carlos Rincón en la Universidad Libre de Berlín. En 1999 publica su primera novela, Recuerdo Panamá (Madrid: Olalla Ediciones), y aparece su texto literario, Fantasía de un ilegal con el carnicero de la esquina, en la antología Líneas Aéreas (Madrid: Lengua de Trapo,) que era una "guía de la nueva narrativa latinoamericana". En el año 2010 se publica su texto, Girl in the Dark, en la antología Caribbean Erotic y, en el 2016, su obra Filosofía de la nación romántica fue incorporada en la antología Cien años de filosofía en Hispanoamérica de Margarita Valdés por parte de Gerardo-Mora-Burgos. 
Entre 1995 y 2014 trabaja en diferentes universidades alemanas y publica en antologías académicas, dirigidas por Ineke Pfaf-Rheinberger, Ottmar Ette, Werner Mackenbach y Alexandra Ortíz Wallner. 
En el 2010 se le incluyó en El diccionario de la literatura centroamericana coordinado por Albino Chacón.
Ha obtenido tres veces el Premio Nacional de Literatura, Ricardo Miró, con los ensayos Filosofía de la nación romántica (2007), Fragmentos críticos poscoloniales (2017) y Un viaje transatlántico - América, África y Europa- (2021). 
En el 2014 regresa a la Universidad de Panamá como profesor visitante y extraordinario. 
En el 2017 es elegido Miembro Correspondiente de la Academia Panameña de la Lengua. 

## Evaluación Literaria
Pulido Ritter aborda el tema del recuerdo, de la historia y del devenir de la nación, a través de la emigración desde el Caribe y otra áreas, y de íconos y espacios emblemáticos de la zona de tránsito – como la Casa Miller y o la ciudad de Colón – y de épocas, como la dictadura.  Presenta la caída de la inefabilidad poética en la sociedad posmoderna, a través de una parodia de la historia y de la sociedad, cuyos falsos discursos (políticos, religiosos o filosóficos) solo podrían cobrar concreción en el discurso colectivo. En poesía, los temas de ruptura, el encuentro, la soledad, el amor, el sueño, la pérdida de la ilusión, son tratados desde una perspectiva antiutópica, por la desarticulación de los dogmas, pero con la fe esencial en el renacimiento de amor. (Damaris Serrano Guerra, Diccionario de la literatura centroamericana, 2007).

### No Ficción

#### Ensayos
- Un Mundo Transatlántico: América, África y Europa (negatividades en relación en la crítica del eurocentrismo en la modernidad).  Premio Nacional de Literatura Ricardo Miró, 2020. Panamá: Editorial Mariano Arosemena (Instituto Nacional de Cultura), 2021.
- Fragmentos Críticos Poscoloniales. Estudios transversales de Sociología de la literatura y de la cultura panameños.  Premio Nacional de Literatura Ricardo Miró, 2017. Panamá: Editorial Mariano Arosemena (Instituto Nacional de Cultura), 2018.
- Filosofía de la Nación Romántica. Seis ensayos críticos sobre el pensamiento intelectual y filosófico en Panamá (1930-1960).  Premio Nacional de Literatura Ricardo Miró, 1997. Panamá: Editorial Mariano Arosemena (Instituto Nacional de Cultura), 2008.
- Los Dioses del Caribe abandonan el Museo (análisis comparativo de la literatura Haitiana y Cubana entre los años veinte y treinta). Panamá: Editorial Universitaria, 1997.

#### Entradas en Diccionarios Internacionales
- Roque Cordero and the Music in Panama. (2016). Oxford Dictionary of Caribbean and Afro-Latin American Biography. Edited by Franklin W. Knight and Henry Louis Gates, Jr.

#### Capítulos en libros
- "País sin negros: aproximación a la representación de lo afro en las artes visuales en Panamá (1850-1950)". En Reconstrucciones Imaginarias. Ineke Phaf-Rheinberger / Daiana Nascimento dos Santos / Koichi Hagimoto (eds.). Frankfurt/Madrid: Iberoamericana, 2022
- "Ricaurte Soler. El Ideal en la filosofía panameña". En El Pensamiento Crítico de Ricarte Soler. Miguel Montiel Guevara y Abdiel Rodríguez Reyes (eds). Panamá: CIFHU/Colección de Estudios Interdisciplinarios, 2019.
- "Gil Blas Tejeira: El arca de Noé de la modernidad y el paraíso perdido de la nación romántica". En Pueblos Perdidos. Gil Blas Tejeira, 2016.
- "José Enrique Rodó y William James: ¿un contrapunto humanístico-filosófico americano?". En Ética, Derechos Humanos e Interculturalidad. Abdiel Rodríguez Reyes (editor), 2016.
- "George Westerman". En Protagonistas del siglo XX. Jorge Eduardo Ritter (editor). Tomo 4. Bogotá, D. C., Colombia : Penguin Random House Grupo Editorial, 2015.
- "The Panama Canal in the work of Eric Walrond and Joaquín Beleño: Counterpoint Between the Caribbean Diaspora and the Panamanian Nation" Kristian Van Haesendonck & Theo D'haen (eds). Amsterdam/New York: Rodopi, 2014.
- "La representación de los chinos en la literatura y cultura en Panamá". Transpacífico. Conexiones y convivencias en AsiAméricas, Ette, Ottmer / Mackenbach, Werner/Nitschack, Horst (eds.). Berlín: Edición Tranvía, 2013.
- "Crónica del Colón/Panamá Man: para un acercamiento a la transregionalidad de la modernidad caribeña". Trans(it)areas: convivencias en Centroamerica y el Caribe. Ette, Ottmar/ Mackenbach, Werner/ Müller, Gesine/ Alexander, Ortiz Wallner (eds.). Berlín: Tranvía-Verlag Walter Frey, 2011.
- "Carlos E. Russell: memoria nacional diaspórica y crítica de la nación panameña".  Diasporische Bewegungen im Transatlantischen Raum. Kron, Stefanie/zur Nieden, Birgit/Schütze, Stephanie/Zapata, Martha (eds.). Berlín: Edición Tranvía, 2010.
- "EL Canal de Panamá: fragmentación e intercambio en la diáspora caribeña. EL Canal de Panamá: fragmentación e intercambio en la diáspora caribeña". Cartografiando los senderos de la cultura: circulación del conocimiento y prácticas culturales en el Caribe y su diáspora. Bandau, Anja/ Zapata, Martha (eds). España: Verbum, 2010.
- "La nación sin mito: Rodrigo Miró y la gestación del XIX panameño liberal-ilustrado". En Escribiendo la Nación: Centroamérica en el siglo XIX. Fumero, Patricia/ Cal Montoya, José/ Browitt, Jeffrey (eds). Colección "Historia de las Literaturas Centroamericanas", tomo 5. Guatemala: F&G, editores. (Work in progress).

#### Prólogos de libros
- "Demetrio Porras y la sociología". En Introducción a la sociología del Dr. Demetrio Porras. Work in progress.
- "Sobre testimonios y género en Panamá". En Testimonios LGBTIQ+ de Panamá del Dr. Juan Ríos, 2021.

#### Monografías en revistas
- "El primitivismo en el arte: el viaje de un concepto eurocéntrico". Escenas (Revista de las artes). Universidad de Costa Rica. Vol. 85 Núm. 1 (2025): julio - diciembre. https://revistas.ucr.ac.cr/index.php/rescena/article/view/1020
- "Conceptos, imaginarios y metáforas en Panamá: entre el enclave y las metáforas nacionales panameñas". Meridional. Universidad de Chile. Núm. 24 (2025): abril-septiembre. https://meridional.uchile.cl/index.php/MRD/article/view/78723
- "Las noches de Babel de Ricardo Miró, recepción, mimetismo y crítica de una novela de la Zona de Tránsito en Panamá". Anuario de Estudios Centroamericanos. Vol. 49 (2023). https://archivo.revistas.ucr.ac.cr/index.php/anuario/article/view/58541
- "Entre el mito del mestizaje y el emporio comercial del siglo XIX en Rodrigó Miró". Societas Vol. 21, nr. 1 (revista de ciencias sociales y humanísticas). Universidad de Panamá (2019): 97-115. https://up-rid.up.ac.pa/4629/
- "Problematizando el eurocentrismo en la época transnacional: el tutelaje y la teoría de la decolonialidad". Cuadernos Intercambio 13 (revista del Centro de Investigaciones en Identidad y Cultura Latinoamericanas de la Universidad de Costa Rica) (2016):107-130. https://archivo.revistas.ucr.ac.cr/index.php/intercambio/article/view/23911
- "Nación y Modernidad en la obra de Rafael E. Moscote: aproximación a la obra ensayística de un liberal panameño". Cahier d´Etudes Romanes (revista de Aix Marseille Université) (2014): 89-98. https://journals.openedition.org/etudesromanes/4379
- "La Novela Canalera en Carlos  'Cubena' Guillermo Wilson. Cuadernos Intercambio 11 (revista del Centro de Investigaciones en Identidad y Cultura Latinoamericanas de la Universidad de Costa Rica) (2013):31-46. https://archivo.revistas.ucr.ac.cr/index.php/intercambio/article/view/9954
- "Los de abajo' en el país de la "utopía triunfante" (aproximación a la novela poscanalera 2001-2011)". Centroamericana 22.1/22.2  (Revista semestral de la Cátedra de Lengua y Literatura Hispanoamericana de la Universitá Catolica del Sacro Milano-Italia) (2012): 75-93. https://www.centroamericana.it/wp-content/uploads/2015/03/Ritter-A-00000345-New-Ebook-7.pdf
- "Panamá es un sancocho: Armando Fortune y el mestizaje en la identidad cultural panameña". Palara 15 (Publication of the Afro-Latin/American Research Association) (2011). http://istmo.denison.edu/n23/articulos/21.html
- "Resumiendo la Hibridez: crítica y futuro de un concepto". Cuadernos Intercambio 8/9 (revista del Centro de Investigaciones en Identidad y Cultura Latinoamericanas) (2011): 105-113. https://archivo.revistas.ucr.ac.cr/index.php/intercambio/article/view/2201
- "Notas sobre Eric Walrond: La inmigración caribeña  y a transnacionalidad literaria en Panamá".  Cuadernos Intercambio 5/6 (revista del Centro de Investigaciones en Identidad y Cultura Latinoamericanas) (2008): 175-180. https://archivo.revistas.ucr.ac.cr//index.php/intercambio/article/view/3471

FICCIÓN 
Ficción

#### Novelas
- ¿De qué mundo vienes? (2019). Berlín: Iliada Ediciones (Colombia: 2009).
- Recuerdo Panamá (2005). Panamá: Manfer (Madrid: 1998).
- Sueño americano (1999). Barcelona: Ediciones del Bronce.

#### Periodismo cultural
- Mundo de entrevistas (e-book). (2014). Dinamarca: Aurora Boreal.

#### Poesía
- Matamoscas (1977). Berlín: Ediciones Visión.

#### Narraciones en Antologías
- "Anécdota de un viaje". Inocencias prohibidas. Una mirada breve al cuento latinoamericano actual. Amir Valle (comp.). Puerto Rico: Editorial Terranova. (En impresión).
- "Girl in the Dark". Caribbean Erotic:  Poetry, Prose & Essays. Opal Palmer Adisa and Donna Aza Weir-Soley (Hrsg.). Great Britain: Peepal Tree Press Ltd, 2010. 198-203.
- "Despedida en el hotel Washington". Comer con la Mirada. Esther Andradi (Hrsg.). Buenos Aires: Ediciones Instituto Movilizador de Fondos Cooperativos, 2008. 61-63.
- "Árbol genealógico". Vivir en otra lengua (literatura latinoamericana escrita en Europa). Esther Andradi (Hrsg.). Buenos Aires: Ediciones Instituto Movilizador de Fondos Cooperativos, 2007. 79-85.
- "Fantasía de un ilegal con el carnicero de la esquina". Líneas  Aéreas: Nuevos Cuentistas Latinoamericanos. Eduardo Becerra (Hrsg). Madrid: Ediciones Lengua de Trapo, 1999. 459-451.
- "El amor a las palomas". Hasta el Sol de Mañana: 50 autores panameños nacidos a partir de 1949. Enrique Jaramillo Levi (Hrsg). Panama: Fundación Cultural Signos, 1998. 120-123.

#### Entradas en Diccionario: Universidad de Costa Rica
- Diccionario de la literatura centroamericana. Albino Chacón (comp.). Costa Rica: Editorial Universitaria Nacional (Euna), 2007: 361.

## Estudios sobre su obra literaria y ensayística
- Mora-Burgos,  Gerardo. (2016). "La filosofía en América Central en el siglo  XX". En Cien años de filosofía en Hispanoamérica. Margarita Valdés, comp. e  introducción. México: IIF/FCE.
- Riccardi. Guiseppe Gatti. "Utopías colectivas e individuales en una selección de cuentos de Honduras y Panamá. Idealización de la fuga y espacios contrautópicos en Roberto Castillo, Roberto Quesada, Enrique Jaramillo Levi y Luis Pulido Ritter". Son Palabras. Interpretextos (2021). 25/Primavera de 2021, pp. 9-44. http://ww.ucol.mx/interpretextos/pdfs/849_inpret2505.pdf

- Beluche, Olmedo. "Filosofía de la nación romántica de Luis Pulido Ritter". Revista Cátedra 17 (2020).  https://www.revistas.up.ac.pa/index.php/catedra/article/view/1331 Archivado el 25 de marzo de 2021 en Wayback Machine.

- Quirós Saavedra, José Ismael. "Filosofía de la nación romántica las coordenadas del nihilismo". Lotería 540 (2018). http://200.115.157.117/RevistasLoteria/540.pdf

- Rodríguez Reyes, Abdiel. "Luis Pulido Ritter: ensayista y libre pensador". Viaje de Retorno (2018). https://viajederetornosigloxxi.blogspot.com/2018/09/luis-pulido-ritter-ensayista-y-libre.html

- Valle, Amir. "Los senderos más tortuosos al abismo". Otro Lunes 3 (2009): s.n. http://www.otrolunes.com

- Ferman, Claudia. "Los nuevos tópicos de la literatura centroamericana". Istmo 9 (2004): s.n. www.denison.edu/istmo/

- Santiago-Stormes, Ivelisse. "El concepto de nación y el impacto de la culturas y la creatividad en Recuerdo Panamá de Luis Pulido Ritter". 10th Biennial Northeast Regional Meeting, September, University of Arkansas, 2003. (Congreso).

- Nouhaud, Dorita. "Mujeres habitadas en espacios inspirados (Miguel Ángel Asturias, Gioconda  Belli, Luis Pulido Ritter)". Aleph 16 (2002): 27-40.

- Serrano Guerra, Damaris. "El estatus del sujeto y los programas de escritura en Recuerdo Panamá". El hilo de Ariadna. Panamá: Fundación Cultural Signos, 2002. 73-84.

- "El estatus de la historia y su representación". La Celda del Caracol. Panamá: Instituto Nacional de Cultura, 2000. 93-98.

- Royo-Villanova, Jaime. "Amor y despecho hacia un sueño americano". Revista de Libros 47 (2000): 40-42

- Jaramillo Levi, Enrique. "Luis Pulido Ritter: un novelista que hace a sus lectores". Nacer para escribir y otros desafíos (ensayos, artículos, entrevistas). Panamá: Editorial Géminis, 2000.116-126.

- Navarro Figueroa, Alfredo. "Sociología de Recuerdo Panamá". Revista Panameña de Sociología 10 (1999): 265-271.

## Entrevistas
- En el país de las esclusas. Der Spiegel https://www.spiegel.de/panorama/panama-in-zeiten-von-donald-trump-und-den-zoellen-im-land-der-schleuser-a-588afa2b-38c8-4889-877d-557b41de72f4

- "Aquí estoy" con Pía Castro. DW. https://www.dw.com/es/aqu%C3%AD-estoy-luis-pulido-ritter-escritor-paname%C3%B1o/av-47800712

- Cómplices con Margarita Vásquez. Canal 11. https://www.youtube.com/watch?v=KfQc7xfJp5w&t=4s

- Un mundo que se ha quedado sin Biblia y sin código civil o penal. Otro Lunes, http://otrolunes.com/archivos/07/html/otro-lunes-conversa/otro-lunes-conversa-n07-a04-p02-2009.html

- Sin el viaje no habríamos llegado a lo que somos. La Estrella de Panamá. https://www.laestrella.com.pa/cafe-estrella/cultura/210108/210822-luis-pulido-ritter-viaje-habriamos

- Radio Francia Internacional. https://www.escritorespanama.com/2011/06/entrevista-luis-pulido-ritter-por-su.html

- El Faro. Canal de Panamá. https://elfarodelcanal.com/bicentenario-canal-y-literatura/

- Recuerdo Panamá. https://bib.ubp.edu.ar/cgi-bin/koha/opac-detail.pl?biblionumber=37830

- Entrevista con Fernando Correa. Canal 5.https://www.dailymotion.com/video/x7xgms8

- La Ciudad de Panamá en sus 500 años. Canal 2. https://www.tvn-2.com/nacionales/Sociologo-ciudad-Panama-mostrarse-solidaria-500-anos-fundacion-panama-la-vieja-video_0_5373962560.html